# Mário Silvares de Carvalho Figueiredo
Mário Silvares de Carvalho Figueiredo, conhecido como Mário Figueiredo (Coimbra, 9 de Agosto  de 1966), é um advogado e dirigente desportivo português.

## Biografia
Licenciado em Direito pela Faculdade de Direito da Universidade de Coimbra e tem um MBA .
Foi eleito 7.º Presidente da Liga Portuguesa de Futebol Profissional e, por inerência, Vice-Presidente da Federação Portuguesa de Futebol a 12 de Janeiro de 2012, tendo tomado posse de imediato e até Junho de 2014, em consequência da renúncia do seu antecessor Fernando Gomes a 16 de Dezembro de 2011 a fim de tomar posse, no dia seguinte, como Presidente da Federação Portuguesa de Futebol. Durante o seu mandato o número de clubes participantes na Primeira Liga aumentou de 16 para os antigos 18 a partir da época de 2014–15.